# Nel perdono
Nel perdono è un singolo del cantante pop italiano Al Bano, pubblicato il 28 febbraio 2007 dall'etichetta discografica Al Bano Carrisi Production, distribuita dalla Halidon.
Il brano è stato scritto da Renato Zero, Vincenzo Incenzo, Alterisio Paoletti e Yari Carrisi ed è stato presentato al Festival di Sanremo 2007, dove si è classificato al secondo posto, dietro il vincitore Simone Cristicchi. Nella serata dei duetti, l'artista ha interpretato il brano insieme al gruppo musicale lettone Cosmos.
Il brano è stato inserito nell'album dell'artista Cercami nel cuore della gente.

## Tracce
Download digital
1. Nel perdono - 3:50